# 横浜市立釜利谷小学校
横浜市立釜利谷小学校（よこはましりつ かまりやしょうがっこう）は、神奈川県横浜市金沢区釜利谷にある市立小学校。

## 概要
1872年に学制が発布されたことを受けて各地で学校の設立が計画され、赤井村（のちの釜利谷町）では1873年に「赤井学舎」が創立された。創立時の児童数は70名ほどであった。1892年に「六浦荘村立尋常釜利谷小学校」に改称。
1923年に起きた関東大震災で校舎が倒壊。震災後は、金蔵院、手子神社、相馬氏宅、禅林寺、正法院で分散授業が行われた。六浦荘村内では三分小学校が同じく震災で校舎が倒壊しており、釜利谷小学校と三分小学校を合併して新しい小学校を新設する案がもちあがった。釜利谷側の住民はこの合併案に強く反発し大きな騒動に発展したが、1926年には「六浦荘村立六浦荘尋常高等小学校」が新設され、旧釜利谷小学校は釜利谷分教場となった。1944年には六浦国民学校より独立して、「釜利谷国民学校」として開校した。
1947年に新学制により、「横浜市立釜利谷小学校」と改称した。

## 沿革
- 1873年（明治6年） - 赤井学舎（第一大学区・第七中学区・第七十二番）として創立。
- 1875年（明治8年） - 第七中学区第七十二番小学釜利谷小学校となる。
- 1878年（明治11年） - 新築校舎が落成。
- 1892年（明治25年） - 新教則に基づき、六浦荘村立尋常釜利谷小学校となる。
- 1912年（明治45年） - 校旗を制定。
- 1923年（大正12年） -  関東大震災により、校舎倒壊。金蔵院、手子神社、相馬氏宅、禅林寺、正法院で分散授業を行なう。
- 1926年（大正15年） - 六浦荘小学校釜利谷分教場となる。
- 1944年（昭和19年） - 六浦国民学校より独立して、釜利谷国民学校が開校。
- 1945年（昭和20年） - 新校舎が落成。新しい校章を制定。
- 1947年（昭和22年） - 横浜市立釜利谷小学校となる。
- 1956年（昭和31年） - プール完成。
- 1963年（昭和38年） - 講堂兼体育館が完成。
- 1970年（昭和45年） - 鉄筋高台三階建て校舎改築完成。
- 1972年（昭和47年） - 第二校舎完成。
- 1975年（昭和50年） - 釜利谷西小学校が独立。
- 1979年（昭和54年） - 釜利谷東小学校が独立。
- 1984年（昭和59年） - 釜利谷南小学校が独立。

（出典：釜利谷小学校公式サイト（ホーム  >  学校紹介  > 沿革） ）

## 交通アクセス
- 京急本線金沢文庫駅下車 徒歩20分
- 京急バス「宮ヶ谷」または「坂本」下車  徒歩5分